# Lettonie aux Jeux olympiques d'hiver de 2010
Cet article contient des informations sur la participation et les résultats de la Lettonie aux Jeux olympiques d'hiver de 2010 à Vancouver au Canada. 

## Cérémonies d'ouverture et de clôture

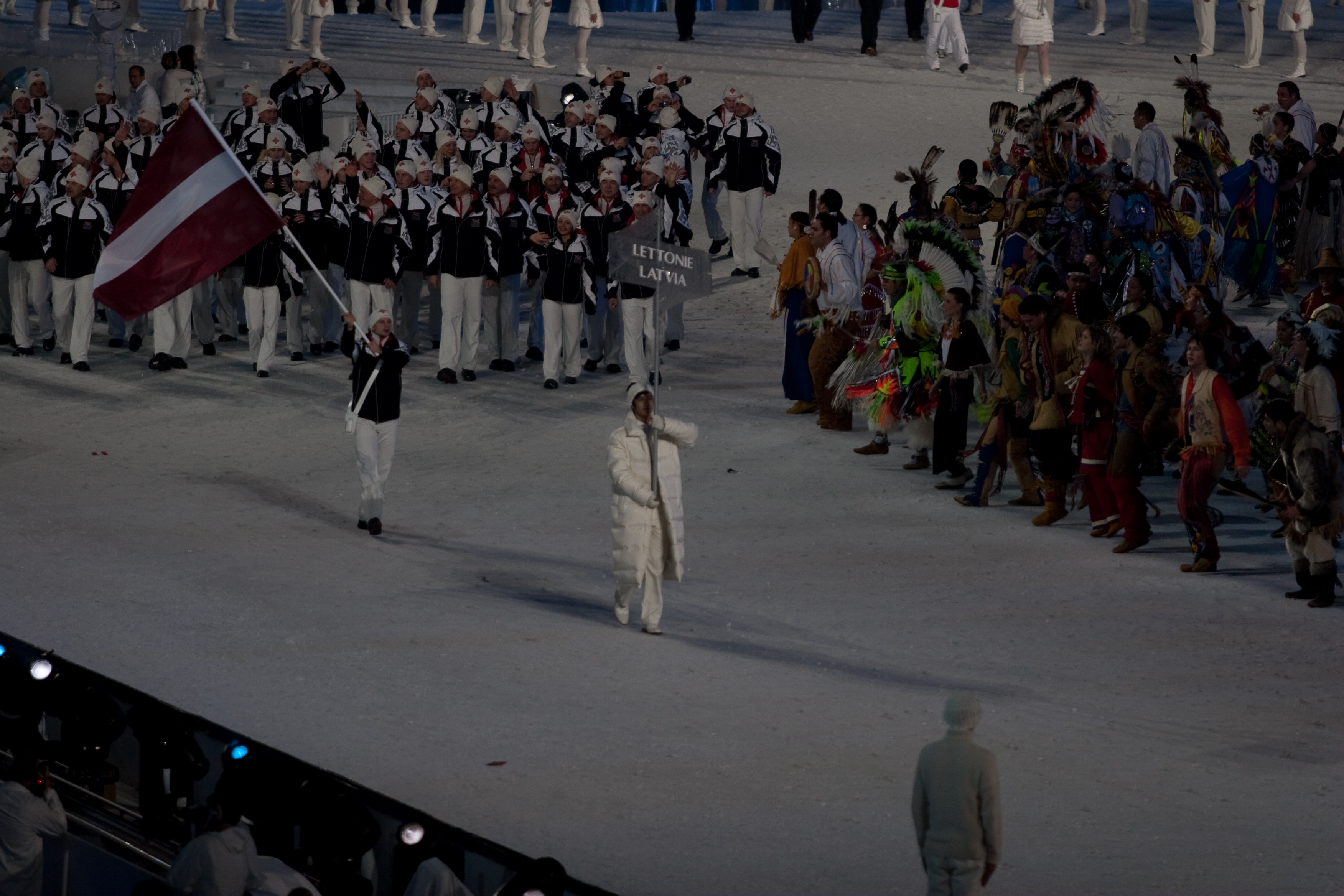
Entrée de la délégation lettone lors de la cérémonie d'ouverture.

Comme cela est de coutume, la Grèce, berceau des Jeux olympiques, ouvre le défilé des nations, tandis que le Canada, en tant que pays organisateur, ferme la marche. Les autres pays défilent par ordre alphabétique. La Lettonie est la 47e des 82 délégations à entrer dans le BC Place Stadium de Vancouver au cours du défilé des nations durant la cérémonie d'ouverture, après le Kirghizistan et avant le Liban. Cette cérémonie est dédiée au lugeur géorgien Nodar Kumaritashvili, mort la veille après une sortie de piste durant un entraînement. Le porte-drapeau du pays est le spécialiste du skeleton Martins Dukurs.
Lors de la cérémonie de clôture qui se déroule également au BC Place Stadium, les porte-drapeaux des différentes délégations entrent ensemble dans le stade olympique et forment un cercle autour du chaudron abritant la flamme olympique. Le drapeau letton est alors porté par Haralds Silovs, spécialiste du short track.

## Médailles
- Liste des vainqueurs d'une médaille (par ordre chronologique)

### Or
| Sport              | Discipline | Sportifs | Performance |
| Médailles d'or : 0 |            |          |             |

### Argent
| Sport                  | Discipline      | Sportifs               | Performance |
| Médailles d'argent : 2 |                 |                        |             |
| Luge                   | Double hommes   | Andris Sics Juris Sics | 1:22.969    |
| Skeleton               | Skeleton hommes | Martins Dukurs         | 3:29.80     |

### Bronze
| Sport                   | Discipline | Sportifs | Performance |
| Médailles de bronze : 0 |            |          |             |

## Engagés par sport

### Biathlon
Hommes
- Ilmārs Bricis
- Kaspars Dumbris
- Kristaps Lībietis
- Edgars Piksons
- Andrejs Rastorgujevs

Femmes
- Līga Glāzere
- Žanna Juškāne
- Gerda Krūmiņa
- Madara Līduma

### Bobsleigh
- Mihails Arhipovs
- Raivis Broks
- Intars Dambis
- Daumants Dreiškens
- Edgars Maskalāns
- Oskars Melbārdis
- Jānis Miņins
- Pāvels Tulubjevs
- Ugis Zalims

### Ski de fond
Hommes
- Jānis Paipals

Femmes
- Anete Brice

### Hockey sur glace
- Edgars Masaļskis (Dinamo Riga)
- Ervīns Muštukovs (Dinamo Riga)
- Sergejs Naumovs (Dinamo Riga)
- Oskars Bārtulis (Flyers de Philadelphie)
- Guntis Galviņš (Dinamo Riga)
- Rodrigo Laviņš (Dinamo Riga)
- Georgijs Pujacs (Sibir Novossibirsk)
- Krišjānis Rēdlihs (Dinamo Riga)
- Arvīds Reķis (Grizzly Adams Wolfsburg)
- Kārlis Skrastiņš (Stars de Dallas)
- Kristaps Sotnieks (Dinamo Riga)
- Ģirts Ankipāns (Dinamo Riga)
- Armands Bērziņš (Dinamo Riga)
- Mārtiņš Cipulis (Dinamo Riga)
- Lauris Dārziņš (Dinamo Riga)
- Kaspars Daugaviņš (Senators de Binghamton)
- Mārtiņš Karsums (HK MVD)
- Gints Meija (Dinamo Riga)
- Aleksandrs Ņiživijs (Dinamo Riga)
- Miķelis Rēdlihs (Dinamo Riga)
- Aleksejs Širokovs (Amour Khabarovsk)
- Jānis Sprukts (Dinamo Riga)
- Herberts Vasiļjevs (Krefeld Pinguine)

### Luge
Hommes
- Oskars Gudramovičs
- Pēteris Kalniņš
- Inārs Kivlenieks
- Guntis Rēķis
- Mārtiņš Rubenis
- Andris Šics et Juris Šics

Femmes
- Agnese Koklača
- Anna Orlova
- Maija Tīruma

### Short track
- Haralds Silovs

### Ski alpin
Hommes
- Roberts Rode
- Kristaps Zvejnieks

Femmes
- Liene Fimbauere

### Skelton
- Martins Dukurs
- Tomass Dukurs

### Patinage de vitesse
- Haralds Silovs

## Diffusion des Jeux en Lettonie
Les Lettons peuvent suivre les épreuves olympiques en regardant les chaînes LTV1 et LTV7 du groupe audiovisuel public Latvijas Televīzija (LTV), ainsi que sur le câble et le satellite sur Eurosport. LTV, Eurosport et Eurovision permettent d'assurer la couverture médiatique lettone sur Internet.